# Golden Foot 2008

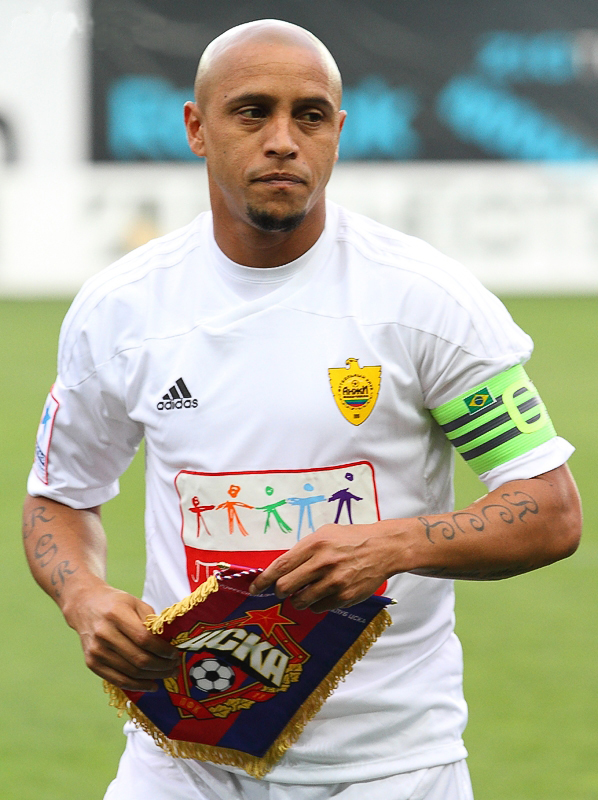
Roberto Carlos en 2011 con la camiseta del FC Anzhi Majachkalá.

El premio Golden Foot 2008 fue la sexta entrega de este importante galardón celebrado el 1 de septiembre de 2008. El futbolista Roberto Carlos fue el ganador de la sexta entrega.
 Roberto Carlos fue elegido a la edad de 35 años mientras militaba en el equipo turco Fenerbahçe Spor Kulübü.

## Premio

### Ganador y nominados
| Futbolista           | Nacionalidad      | Club                 |
| -------------------- | ----------------- | -------------------- |
| Roberto Carlos       | Brasil            | Fenerbahçe           |
| David Beckham        | Inglaterra        | Los Angeles Galaxy   |
| Gianluigi Buffon     | Italia            | Juventus FC          |
| Fabio Cannavaro      | Italia            | Real Madrid CF       |
| Luís Figo            | Portugal          | Inter de Milán       |
| Ryan Giggs           | Gales             | Manchester United FC |
| Thierry Henry        | Francia           | FC Barcelona         |
| Raúl González Blanco | España            | Real Madrid C. F.    |
| Francesco Totti      | Italia            | AS Roma              |
| David Trezeguet      | Francia Argentina | Juventus FC          |